# Hemamala Karunadasa
Hemamala Indivari Karunadasa es una profesora auxiliar de Química en la Universidad Stanford.[1][2] Investiga materiales híbridos orgánicos-inorganicos, como por ejemplo las perovskitas, para la producción de energías renovables y como fuente de iluminación.

## Biografía
Karunadasa se crio en Colombo, Sri Lanka. Fue al instituto en la misma ciudad en el Ladies' College, Colombo. Aspirando a ser médica, decidió mudarse a Estados Unidos para sus estudios universitarios. Completó sus estudios de grado en la Universidad de Princeton, donde obtuvo licenciaturas en química y ciencia de materiales. Obtuvo una mención en Ciencia de Materiales por su proyecto de fin de grado en 2003. En ese tiempo, Karunadasa fue tutelada por Robert Cava durante su investigación de la geometría y del magnetismo de materiales óxidos. La pasión de su tutor inspiró a Karunadasa para emprender su propia carrera científica. Decidió entonces inscribirse en la Univerdad de California en Berkeley para sus estudios de posgrado. Obtuvo su doctorado por dicha universidad en 2009. Guiada esta vez por Jeffrey R. Long, se centró en el estudio de química inorgánica. Fue entonces cuando Karunadasa desarrolló catalizadores para la descomposición del agua y exploró la química de átomos pesados en moléculas magnéticas. El complejo metálico molibdeno-oxo creado por Karunadasa es alrededor de setenta veces menos costoso que el platino, el metal usado corrientemente para la descomposición del agua.

## Trayectoria científica
Karunadasa investigó electrocatalizadores junto a Christopher Changat en la Universidad de California en Berkeley. En 2012 obtuvo un puesto de profesora en la Universidad de Stanford. Fue allí donde creó el material híbrido conocido como perovskitas que combina pequeñas moléculas orgánicas y sólidos inorgánicos. Las perovskitas tridimensionales con yoduro de plomo (II) se han convertido en un material prometedor para la fabricación de células solares, pese a ser en ocasiones inestables y tóxicas. Por ejemplo, su sensibilidad al agua dificulta el proceso de fabricación de dispositivos de grandes dimensiones.
La labor de Karunadasa se centra ahora en métodos para resolver estas deficiencias así como cualquier cambio transitorio que pueda ocurrir cuando estos materiales absorben luz. Así, Karunadasa ha creado perovskitas bidimensionales, con finas capas inorgánicas, que pueden ajustarse para emitir todos los colores de luz visible. En este caso las pequeñas moléculas orgánicas quedan atrapadas entre las capas. Cuando las capas inorgánicas son más gruesas, las secciones inorgánicas actúan como absorbentes y aumentan la estabilidad de la perovskita. Las perovskitas que combinan elementos orgánicos y metálicos creadas por Karunadasa y su colaborador Michael McGeheecan puedes ser procesadas en solución líquida. Karunadasa confía en que tras un cuidadoso diseño químico sea posible predecir el destino de los portadores de carga generados por fotones. También ha investigado el recorrido de fonones acústicos en perovskitas con yoduro de plomo (II) junto a Michael Toney y Aron Walsh.

## Premios y reconocimientos
Sus premios y honores incluyen:
- 2003 Universidad de Princeton. Trabajo de Fin de Carrera destacado en Química Inorgánica[15]
- 2006 Tyco Electronics Beca de posgrado[16][17]
- 2011 BP Beca de estudios posdoctorales[15]
- 2013 Thieme Premio de Revista Científica en Química[18]
- 2014 International Conference on Coordination Chemistry ICCC41 Premio Rising Star[19]
- 2014 National Science Foundation CAREER Award[20]
- 2015 Sloan Research Fellowship[21]
- 2015 Universidad de Stanford, Beca de Profesorado Terman[15]

## Lista de publicaciones selectas
Entre sus publicaciones se encuentran:
- Smith, Ian C.; Hoke, Eric; Solis-Ibarra, Diego; McGehee, Michael; Karunadasa, Hemamala (4 de septiembre de 2014). «A layered hybrid perovskite solar‐cell absorber with enhanced moisture stability». Angewandte Chemie International Edition 53: 11232-11235. doi:10.1002/anie.201406466.
- Karunadasa, Hemamala; Montalvo, Elizabeth; Sun, Yujie; Majda, Marcin; Long, Jeffrey; Chang, Christopher (2012). «A molecular MoS2 edge site mimic for catalytic hydrogen generation». Science 335: 698-702. doi:10.1126/science.1215868.
- Hoke, Erik; Daniel, Slotcavage; Dohner, Emma; Bowring, Andrea; Karunadasa, Hemamala; McGehee, Michael (2015). «Reversible photo-induced trap formation in mixed-halide hybrid perovskites for photovoltaics». Chemical Science 6: 613-617. doi:10.1039/C4SC03141E.

Su trabajo de investigación fue publicado en el Journal of the American Chemical Society dedicada a jóvenes investigadores en 2019. Además, Karunadasa ocupa una plaza en el consejo editorial de la revista científica Inorganic Chemistry.